# Quint Muci Escèvola (cònsol 117 aC)
Quint Muci Escèvola (en llatí: Quintus Mucius Scaevola), conegut com a l'Àugur, va ser un magistrat romà del segle ii aC. Era fill de Quint Muci Escèvola, cònsol l'any 174 aC, i formava part de la gens Múcia. Es va casar amb la filla de Gai Leli, l'amic d'Escipió Africà el Jove.
L'any 128 aC va ser tribú de la plebs, el 125 aC, edil plebeu, i després va ser pretor i va governar la província d'Àsia a l'any 121 aC. Al seu retorn va ser perseguit acusat de repetundae per Tit Albuci, l'any 120 aC, probablement per motius personals, però va ser absolt. El 117 aC va ser elegit cònsol amb Luci Cecili Metel. Segons Ciceró era viu encara l'any 88 aC. No se sap en quin any va morir.
Es va destacar pel seu coneixement de la llei i va exercir activament fins als darrers anys de vida, Ciceró explica que encara va oferir els seus serveis a la guerra social l'any 90 aC, tot i que ja era molt gran. Valeri Màxim explica que l'any 88 aC es va presentar davant del senat negant-se a la petició de Sul·la de declarar a Gai Mari enemic públic, amb la justificació de què no es podia declarar enemic a una persona que havia salvat Roma. Valeri Màxim també diu que l'Àugur va mostrar el seu bon sentit i el coneixement que tenia de les seves limitacions, remetent els seus clients a altres juristes que coneixien certes branques del dret més bé que ell mateix. No es coneixen escrits de Muci Escèvola.
Va deixar una filla, Múcia, que es va casar amb Luci Licini Cras l'orador, que va ser cònsol l'any 95 aC junt amb Quint Muci Escèvola.